# Stalisfield
Stalisfield är en ort och civil parish i grevskapet Kent i sydöstra England. Orten ligger i distriktet Swale, cirka 10,5 kilometer sydväst om Faversham och cirka 11,5 kilometer nordväst om Ashford. Civil parishen hade 203 invånare vid folkräkningen år 2021.